# Lalleyriat
Lalleyriat korábbi község (település) Franciaországban, Ain megyében. 2016. január 1-jén Le Poizat községgel egyesült és delegált községként Le Poizat-Lalleyriat új község része lett.
Lakosainak száma 251 fő (2018. január 1.). Lalleyriat Le Poizat, Charix, Châtillon-en-Michaille, Le Grand-Abergement és Saint-Germain-de-Joux községekkel határos.

## Népesség
A település népességének változása:
| Lakosok száma | 204  | 185  | 152  | 142  | 191  | 222  | 261  | 249  | 248  | 251  |
|               | 1962 | 1968 | 1975 | 1982 | 1990 | 2008 | 2013 | 2015 | 2017 | 2018 |